# Build a Rocket Boys!
Build a Rocket Boys! è il quinto album del gruppo musicale inglese Elbow, pubblicato il 4 marzo 2011.

## Tracce
1. The Birds – 8:03
2. Lippy Kids – 6:06
3. With Love – 4:12
4. Neat Little Rows – 5:39
5. Jesus Is a Rochdale Girl – 3:18
6. The Night Will Always Win – 4:24
7. High Ideals – 5:39
8. The River – 2:51
9. Open Arms – 4:53
10. The Birds (Reprise) – 1:31
11. Dear Friends – 5:01

### iTunes Deluxe Edition
1. The River (Live Video) – 2:52
2. Jesus Is a Rochdale Girl (Live Video) – 3:17
3. Dear Friends (Live Video) – 4:59

## Singoli
- Neat Little Rows (28 febbraio 2011)
- Open Arms (24 aprile 2011)
- Lippy Kids (8 agosto 2011)